# Nutaarmiut (Insel, Upernavik, nördlich)
Nutaarmiut (nach alter Rechtschreibung Nutârmiut; „Bewohner des Neuen“) ist eine grönländische Insel im Distrikt Upernavik in der Avannaata Kommunia.

## Geografie
Nutaarmiut liegt südöstlich der Insel Mattaangasut und südwestlich der Insel Qallunaat. Südlich liegt die kleine Insel Pikiulli.

## Geschichte
Im 19. Jahrhundert lebten Menschen an der schmalsten Stelle der Mitte der Insel in Itilliarsuk. Um 1900 wurde auch Ikerasaarsuk auf der kleinen Nebeninsel im Nordosten, die durch den schmalen Sund Ikerasannguaq getrennt ist, besiedelt. Anfang des 20. Jahrhunderts zog die Bevölkerung aus Itilliarsuk nach Nutaarmiut an der Ostküste der Insel. Itilliarsuk war später noch einmal bewohnt, ist aber seit Mitte des 20. Jahrhunderts endgültig verlassen. Ikerasaarsuk wurde später als ein Teil von Nutaarmiut gesehen und nicht mehr als eigener Wohnplatz behandelt.